# Tranqueville-Graux
Tranqueville-Graux ist eine französische Gemeinde mit 89 Einwohnern (Stand: 1. Januar 2022) im Département Vosges in der Region Grand Est (bis 2015 Lothringen). Sie gehört zum Arrondissement Neufchâteau und zum Gemeindeverband Ouest Vosgien.

## Geografie
Die Gemeinde Tranqueville-Graux liegt etwa 27 Kilometer südlich von Toul an der Grenze zum Département Meurthe-et-Moselle. Umgeben wird Tranqueville-Graux von den Nachbargemeinden Punerot im Norden, Harmonville im Nordosten, Gémonville im Osten, Attignéville im Süden, Harchéchamp und Autigny-la-Tour im Südwesten sowie Martigny-les-Gerbonvaux im Westen. Durch die Gemeinde führt die Autoroute A31. Im Osten des Gemeindegebietes verläuft der Fluss Aroffe unterirdisch.

## Geschichte
1882 wurde die bis dahin selbständige Gemeinde Graux mit Tranqueville fusioniert.

### Bevölkerungsentwicklung
| Jahr      | 1962 | 1968 | 1975 | 1982 | 1990 | 1999 | 2006 | 2012 | 2022 |
| Einwohner | 156  | 127  | 118  | 89   | 83   | 70   | 81   | 90   | 89   |

Im Jahr 1846 wurde mit 384 Bewohnern die bisher höchste Einwohnerzahl ermittelt. Die Zahlen basieren auf den Daten von cassini.ehess und INSEE.

## Sehenswürdigkeiten
- Kirche Saint-Evre in Tranqueville
- Kapelle Saint-Nicolas in Graux
- Kriegerdenkmal
- Flurkreuz (La croix de mission)
- zwei Wassertürme

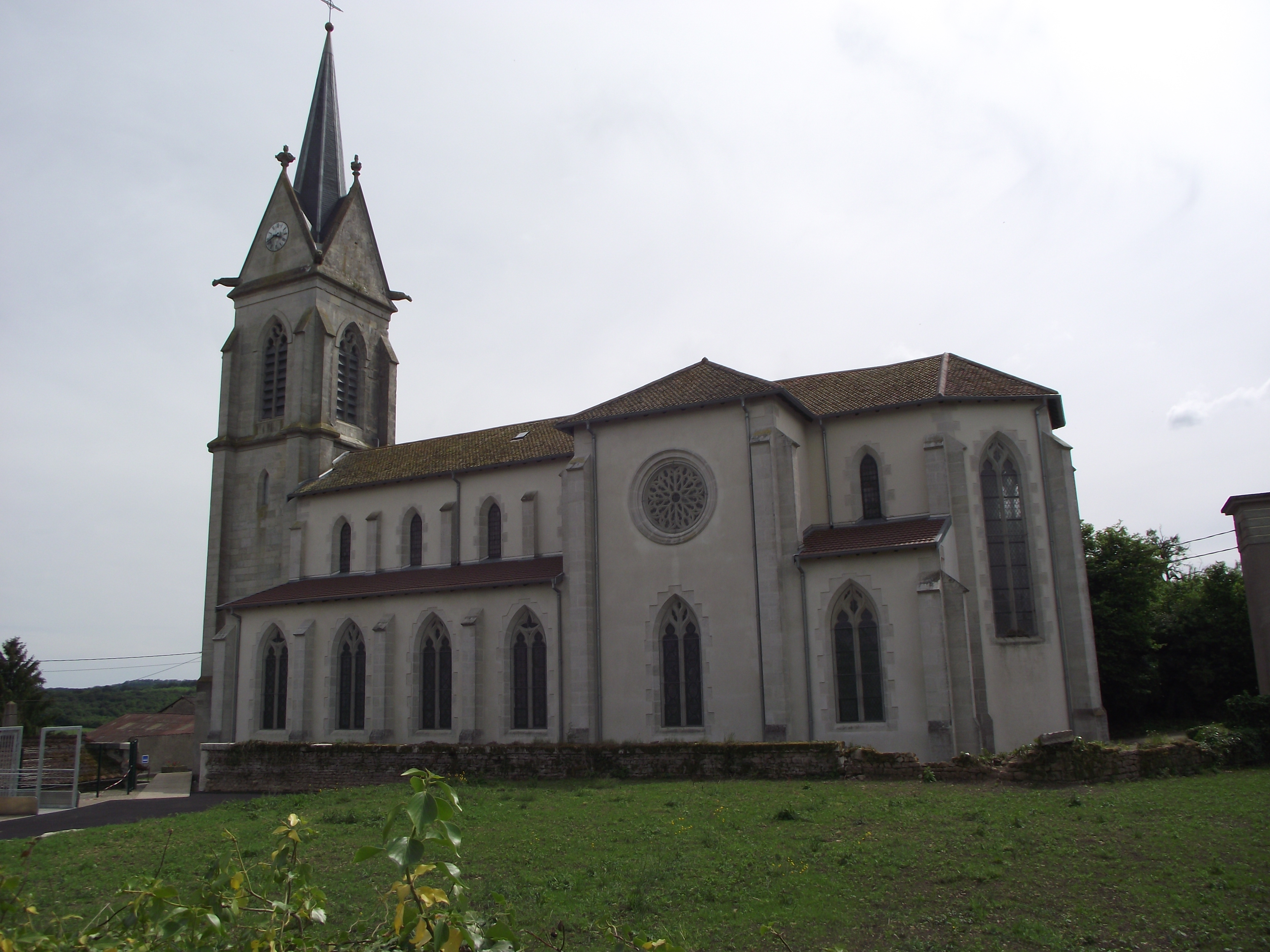
Kirche Saint-Evre
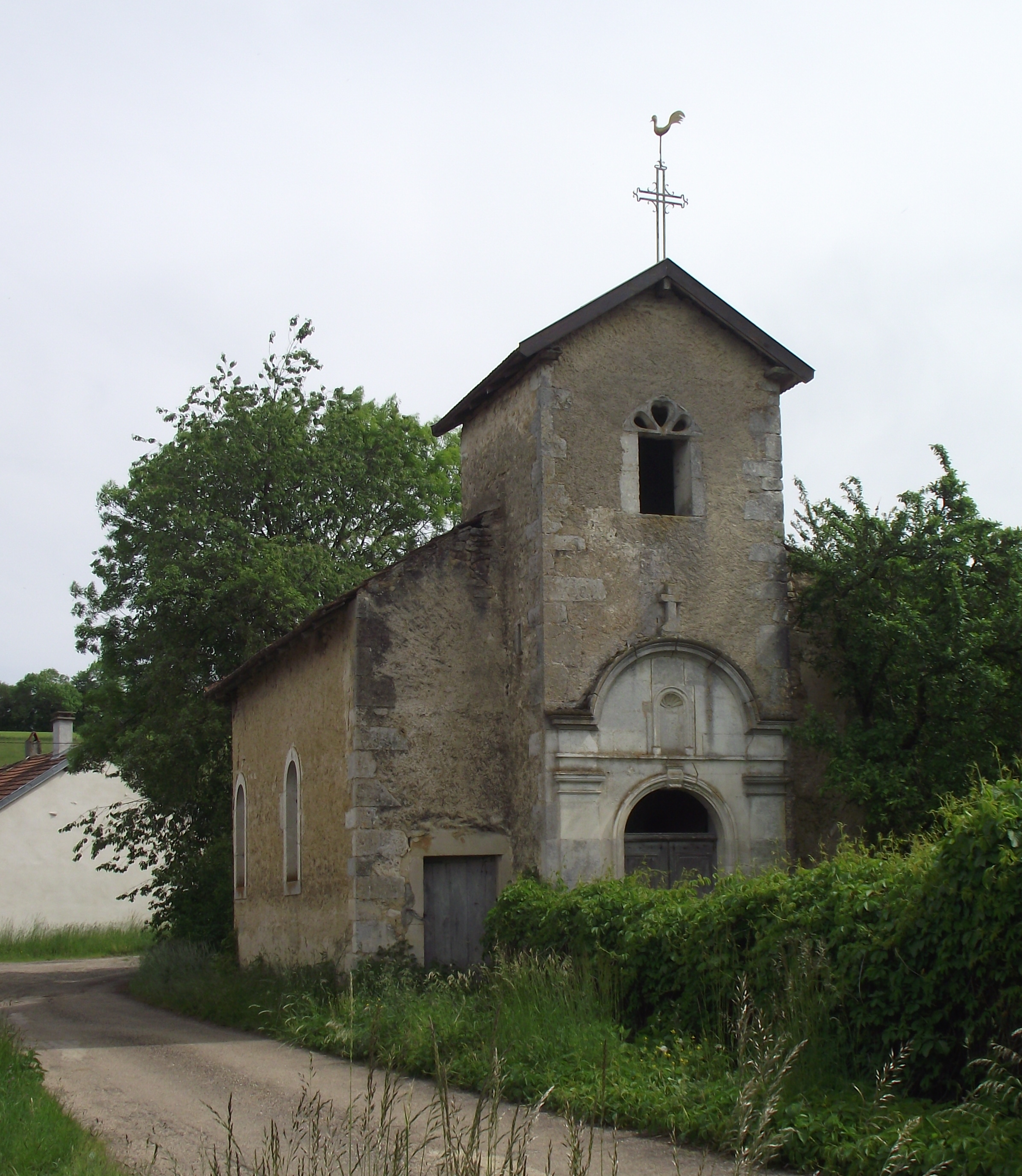
Kapelle Saint-Nicolas
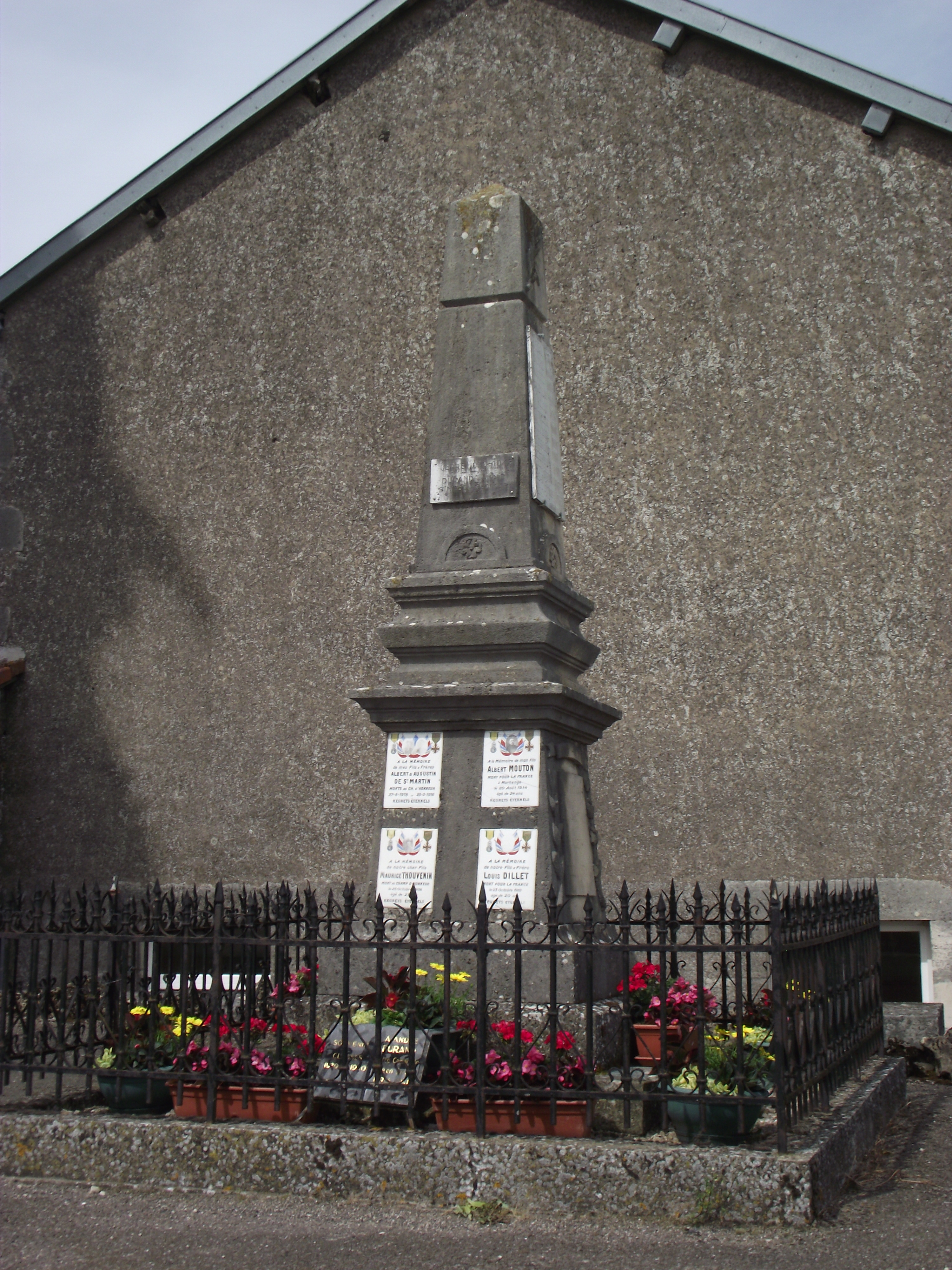
Kriegerdenkmal
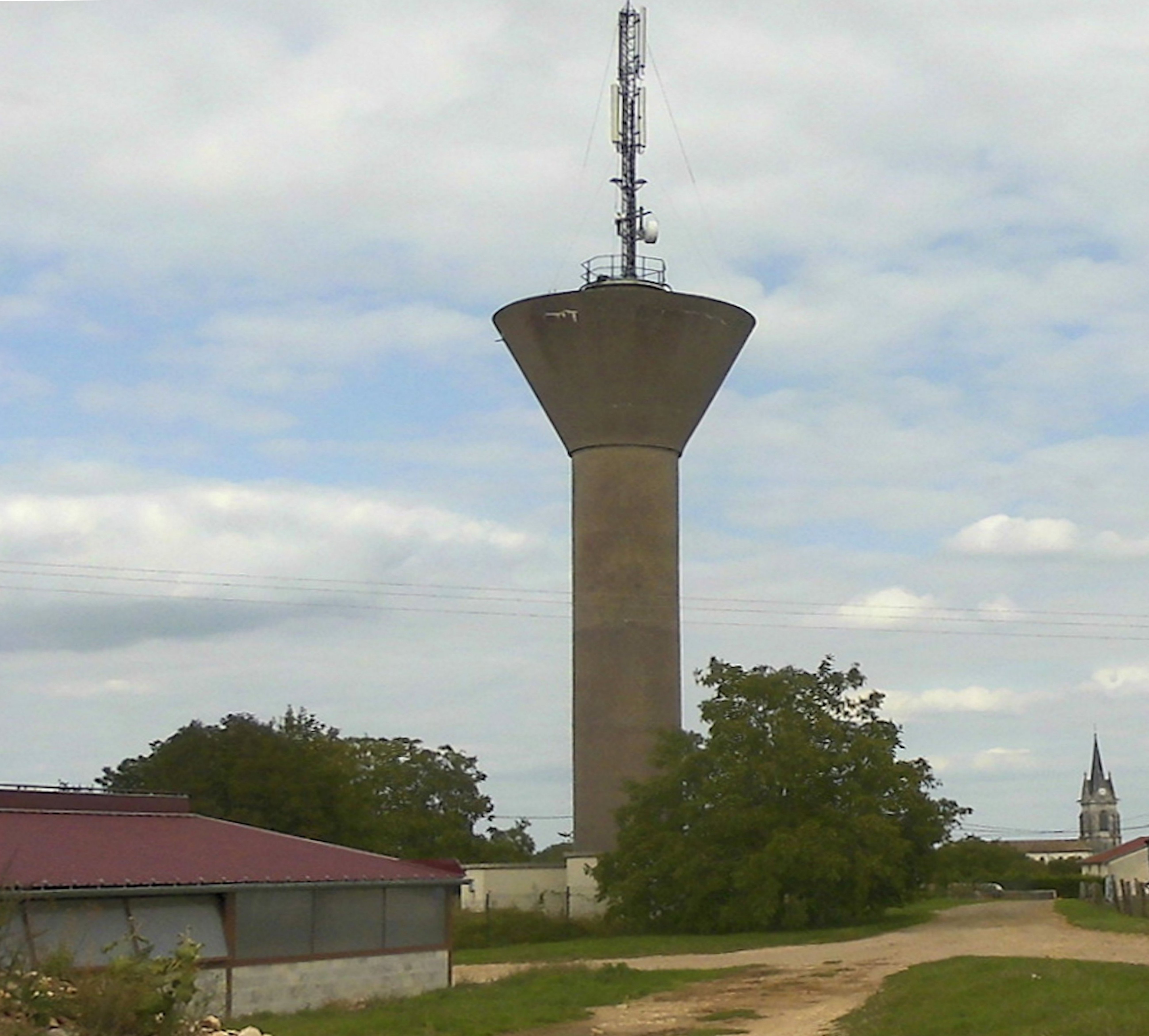
Wasserturm Tranqueville
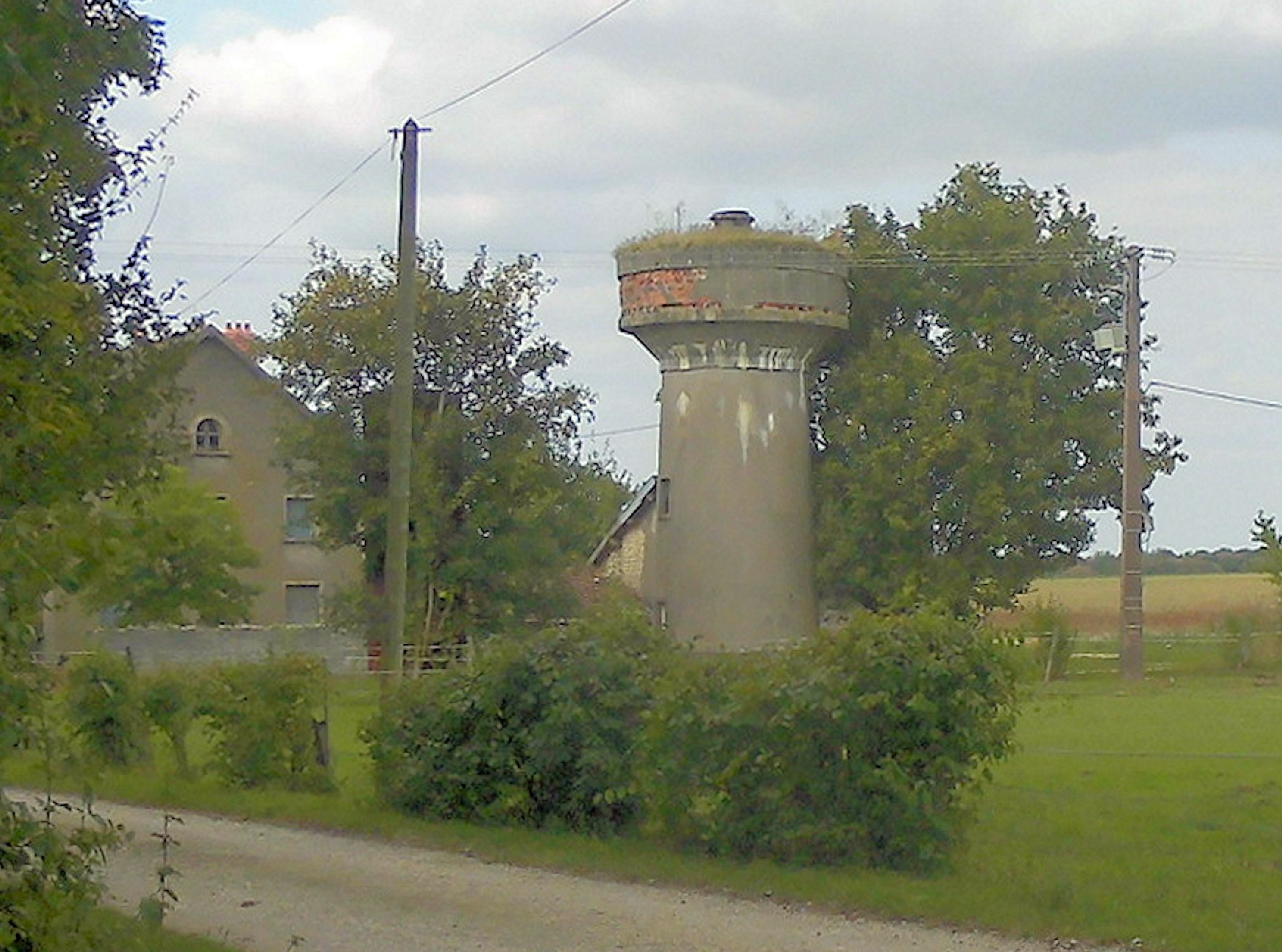
Wasserturm im Weiler Les Blés d'Or

## Wirtschaft und Infrastruktur
In der Gemeinde Tranqueville-Graux sind neben zwei Forstbetrieben vier Landwirte im Vollerwerb tätig (Getreideanbau, Viehzucht).
Tranqueville-Graux liegt an der Hauptstraße D 27 von Autreville nach Châtenois. In Colombey-les-Belles und Châtenois bestehen Anschlüsse an die Autoroute A31. In der 20 Kilometer entfernten Stadt Neufchâteau befindet sich auch der nächstgelegene Bahnhof an der Bahnstrecke Culmont-Chalindrey–Toul.

## Belege
1. ↑  Graux auf cassini.ehess.fr
2. ↑  Tranqueville-Graux auf cassini.ehess.fr
3. ↑  Tranqueville-Graux auf insee.fr
4. ↑  Landwirtschaftsbetriebe auf annuaire-mairie.fr (französisch)